# Prosaptia subnuda
Prosaptia subnuda är en stensöteväxtart som först beskrevs av Georg Heinrich Mettenius och Oskar Kuhn, och fick sitt nu gällande namn av Edwin Bingham Copeland. Prosaptia subnuda ingår i släktet Prosaptia och familjen Polypodiaceae. Inga underarter finns listade.